# Druhá vláda Zdeňka Fierlingera
Druhá vláda Zdeňka Fierlingera, zvaná též Vláda Národní fronty existovala od 6. listopadu 1945 do 2. července 1946.
 

## Poměr sil ve vládě

### Počet ministrů
| - KSČ+KSS   | 8 |
| - DS        | 4 |
| - ČSNS      | 3 |
| - ČSL       | 3 |
| - ČSSD      | 3 |
| - nezávislí | 4 |

## Složení vlády
| Strana                                              | Strana                                      | Portfej                   | Ministr           | Období    |
| --------------------------------------------------- | ------------------------------------------- | ------------------------- | ----------------- | --------- |
|                                                     | Československá sociální demokracie          | Předseda vlády            | Zdeněk Fierlinger | 1945–1946 |
| Ministr průmyslu                                    | Československá sociální demokracie          | Bohumil Laušman           | 1945–1946         |           |
| Ministr výživy                                      | Československá sociální demokracie          | Václav Majer              | 1945–1946         |           |
|                                                     | Demokratická strana                         | Náměstek předsedy vlády   | Ján Ursíny        | 1945–1946 |
| Ministr financí                                     | Demokratická strana                         | Vavro Šrobár              | 1945–1946         |           |
| Ministr vnitřního obchodu                           | Demokratická strana                         | Ivan Pietor               | 1945–1946         |           |
| Státní tajemník v ministerstvu zahraničního obchodu | Demokratická strana                         | Ján Lichner               | 1945–1946         |           |
|                                                     | Komunistická strana Československa          | Náměstek předsedy vlády   | Klement Gottwald  | 1945–1946 |
| Ministr vnitra                                      | Komunistická strana Československa          | Václav Nosek              | 1945–1946         |           |
| Ministr školství a osvěty                           | Komunistická strana Československa          | Zdeněk Nejedlý            | 1945–1946         |           |
| Ministr informací                                   | Komunistická strana Československa          | Václav Kopecký            | 1945–1946         |           |
|                                                     | Komunistická strana Slovenska               | Náměstek předsedy vlády   | Viliam Široký     | 1945–1946 |
| Ministr zemědělství                                 | Komunistická strana Slovenska               | Július Ďuriš              | 1945–1946         |           |
| Ministr ochrany práce a sociální péče               | Komunistická strana Slovenska               | Jozef Šoltész             | 1945–1946         |           |
| Státní tajemník v ministerstvu zahraničních věcí    | Komunistická strana Slovenska               | Vladimír Clementis        | 1945–1946         |           |
|                                                     | Československá strana národně socialistická | Náměstek předsedy vlády   | Jaroslav Stránský | 1945–1946 |
| Ministr zahraničního obchodu                        | Československá strana národně socialistická | Hubert Ripka              | 1945–1946         |           |
| Ministr spravedlnosti                               | Československá strana národně socialistická | Prokop Drtina             | 1945–1946         |           |
|                                                     | Československá strana lidová                | Náměstek předsedy vlády   | Jan Šrámek        | 1945–1946 |
| Ministr pošt                                        | Československá strana lidová                | František Hála            | 1945–1946         |           |
| Ministr zdravotnictví                               | Československá strana lidová                | Adolf Procházka           | 1945–1946         |           |
|                                                     | Nestraničtí ministři                        | Ministr zahraničních věcí | Jan Masaryk       | 1945–1946 |
| Ministr národní obrany                              | Nestraničtí ministři                        | Ludvík Svoboda            | 1945–1946         |           |
| Ministr dopravy                                     | Nestraničtí ministři                        | Antonín Hasal             | 1945–1946         |           |
| Státní tajemník v ministerstvu národní obrany       | Nestraničtí ministři                        | Mikuláš Ferjenčík         | 1945–1946         |           |